# Liga Nacional de Fútbol de Fiyi 2018
La Liga Nacional de Fútbol de Fiyi 2018 fue la edición número 42 de la Liga Nacional de Fútbol de Fiyi. La temporada comenzó el 13 de enero y terminó el 15 de septiembre. El Lautoka FC se consagró campeón por segundo año consecutivo y llegando así a su quinta liga en la historia.

## Formato
Los ocho equipos participantes jugarán todos contra todos totalizando 14 juegos cada uno;al término de las 14 fechas los dos primeros clasificarán a la Liga de Campeones de la OFC 2019, mientras que el último lugar de la clasificación descenderá a la Segunda División de Fiyi 2019.

## Equipos participantes
| Pos.  | Equipo     | Ciudad  | Estadio             | Capacidad |
| ----- | ---------- | ------- | ------------------- | --------- |
| 1     | Lautoka FC | Lautoka | Churchill Park      | 18000     |
| 2     | Ba FC      | Ba      | Govind Park         | 13500     |
| 3     | Labasa FC  | Labasa  | Subrail Park        | 10000     |
| 4     | Suva FC    | Suva    | National Stadium    | 10000     |
| 5     | Rewa FC    | Nausori | Ratu Cakobau Park   | 12000     |
| 6     | Nadi FC    | Nadi    | Prince Charles Park | 18000     |
| 7     | Dreketi FC | Dreketi | Subrail Park        | 10000     |
| 1(SD) | Tavua FC   | Tavua   | Garvey Park         | 1000      |

### Ascensos y descensos
| Pos. | Ascendido de la Segunda División 2017 |
| ---- | ------------------------------------- |
| 1    | Tavua FC                              |

| Pos. | Descendido de la Liga Nacional 2017 |
| ---- | ----------------------------------- |
| 8    | Rakiraki FC                         |

## Tabla de posiciones
Actualizado el 16 de septiembre de 2018.
| Pos. | Equipo         | PJ | PG | PE | PP | GF | GC | DG  | Pts. | Clasificado a                    |
| ---- | -------------- | -- | -- | -- | -- | -- | -- | --- | ---- | -------------------------------- |
| 1    | Lautoka FC (C) | 14 | 9  | 4  | 1  | 27 | 10 | +17 | 31   | Campeón y Liga de Campeones 2019 |
| 2    | Ba FC          | 14 | 7  | 5  | 2  | 26 | 15 | +11 | 26   | Liga de Campeones 2019           |
| 3    | Nadi FC        | 14 | 7  | 3  | 4  | 21 | 13 | +8  | 24   |                                  |
| 4    | Suva FC        | 14 | 5  | 4  | 5  | 20 | 18 | +2  | 19   |                                  |
| 5    | Labasa FC      | 14 | 5  | 4  | 5  | 18 | 17 | +1  | 19   |                                  |
| 6    | Rewa FC        | 14 | 3  | 4  | 7  | 12 | 18 | -6  | 13   |                                  |
| 7    | Tavua FC       | 14 | 3  | 3  | 8  | 14 | 30 | -16 | 12   |                                  |
| 8    | Dreketi FC     | 14 | 1  | 5  | 8  | 11 | 28 | -17 | 8    | Segunda División de Fiyi 2019    |